# Ludwig Diels
Pour les articles homonymes, voir Diels.
Friedrich Ludwig Emil Diels est un botaniste allemand, né le 24 septembre 1874 à Hambourg et mort le 30 novembre 1945 à Berlin.

## Biographie
Il est le fils du philologue Hermann Alexander Diels (1848-1922).
De 1900 à 1902 avec  Ernst Georg Pritzel (1875-1946), il voyage en Afrique du Sud, à Java, en Australie et en Nouvelle-Zélande. Quelques années avant la Première Guerre mondiale, il visite la Nouvelle-Guinée et dans les années 1930, l’Équateur.
Ses récoltes, qui comprennent de nombreuses nouvelles espèces, améliorent considérablement la connaissance de la flore de ces régions. Il fait paraître en 1906, une monographie sur les Droseraceae.
À la suite des travaux d'Adolf Engler (1879 & 1882) et en se basant sur ce qu'on nommait, en botanique, la floristique (naturalisations, aires, endémisme, etc.), l'écologie et la géographie génétique (origine et histoire des flores), Ludwig Diels a été conduit en 1908 à définir, à l'échelle du monde, les grandes régions florales au nombre de six : Holarktis, Palæotropis, Neotropis, Capensis, Australis et Antarktis.

## Publications
- Avec Heinrich Gustav Adolf Engler (1844-1930), Hans Stubbe (1902-1989) et Kurt Noack (1888-1963), Das Pflanzenreich : Regni vegetabilis conspectus (Engelmann, Stuttgart, Harrassowitz, Wiesbaden).
- Verlagskatalog von Gebrüder Bornträger in Berlin (A. W. Hayn's Erben, Berlin, 1902).
- Naturdenkmalpflege und wissenschaftliche Botanik (Borntraeger, Berlin, 1914).
- Vegetationstypen vom untersten Kongo (Fischer, Iéna, 1915).
- Ersatzstoffe aus dem Pflanzenreich : Ein Hilfsbuch z. Erkennen u. Verwerten d. heimischen Pflanzen f. Zwecke d. Ernährung u. Industrie in Kriegs- u. Friedenszeiten (Schweizerbart, Stuttgartn 1918).
- Pflanzengeographie (G.J. Göschen, Leipzig, 1908, puis Leipzig et Berlin, 1918, réédité par W. de Gruyter & Co., Berlin, 1929, puis par de Gruyter, Berlin, 1945, enrichi par Wilhelm Fritz Mattick (1901-1984) en 1958).
- Die natürlichen Pflanzenfamilien nebst ihren Gattungen und wichtigsten Arten, insbesondere den Nutzpflanzen (Berlin, 1930).
- Avec Ernst Georg Pritzel, Südwest-Australien (Fischer, Iéna, 1933).
- Avec Ernst Georg Pritzel, Wälder in Nordost-Queensland (Fischer, Iéna, 1934).
- Die Flora Australiens und Wegeners Verschiebungs-Theorie (de Gruyter, Berlin, 1934).
- Avec Heinrich Gustav Adolf Engler (1844-1930) Syllabus der Pflanzenfamilien : Eine Übersicht über d. gesamte Pflanzensystem mit bes. Berücks. d. Medizinal- u. Nutzpflanzen nebst e. Übersicht über d. Florenreiche u. Florengebiete d. Erde zum Gebr. bei Vorlesungen u. Studien über spezielle u. med.-pharmazeut. Botanik (Borntraeger, Berlin, 1936).
- Beiträge zur Kenntnis der Vegetation und Flora von Ecuador (E. Schweizerbart, Stuttgart, 1937).
- Über die Ausstrahlungen des holarktischen Florenreiches an seinem Südrande (1942).